# Crocidura elgonius
Crocidura elgonius е вид бозайник от семейство Земеровкови (Soricidae).

## Разпространение
Видът е разпространен в Кения и Танзания.